# 李舸 (体操运动员)
李舸（1969年4月12日—），中国男子体操运动员。他在1992年巴塞罗那夏季奥林匹克运动会中，参加了男子体操团体比赛并获得银牌。退役后任职于国家体育总局体操运动管理中心。